# Academie Minerva

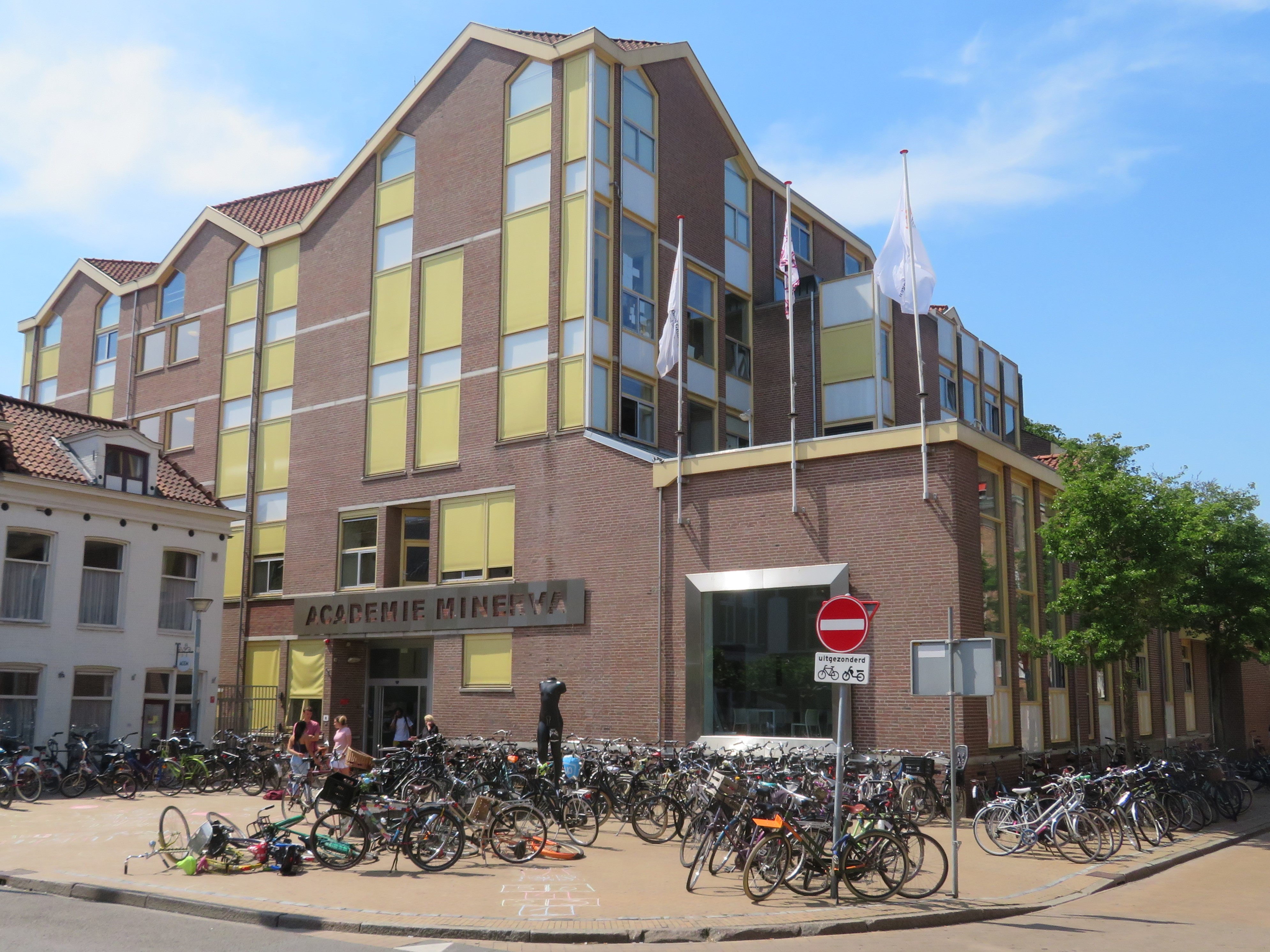
Gebäudekomplex der Academie Minerva in Groningen (2018)

Die Academie Minerva ist eine Kunsthochschule mit Niederlassungen in Groningen und Leeuwarden. Sie ist eine Fakultät der Hanzehogeschool Groningen. In Groningen befinden sich die Abteilungen Bildende Kunst und Design und seit 1996 das Frank Mohr Institut, an dem ein Postgraduales Studium absolviert werden kann. In Leeuwarden befindet sich die Academie voor Popcultuur.

## Geschichte
1797 gründeten sechs Groninger Bürger die Akademie für Zeichen-, Bau- und Schifffahrtskunde. 1798 fanden die ersten Lehrveranstaltungen in einem vom Stadtrat zur Verfügung gestellten Gebäude an der Oude Kijk in 't Jatstraat statt. Der Maler Gerardus de San (1754–1830) leitete die Zeichenklasse. Die Akademie bekam 1857 den Namen Academie Minerva und zog in die Oude Boteringestraat um. Zum Direktor ernannte man den Maler Johannes Hinderikus Egenberger (1822–1897). 1913 wurde die Academie Minerva eine Abteilung der neu gegründeten technischen Schule Gemeentelijke inrichtingen voor nijverheidsonderwijs an der Petrus Driessenstraat. Die Architekten des Gebäudes waren Jan Wiebenga (1886–1974) und Leendert van der Vlugt (1894–1936).
Die Academie Minerva wurde 1964 unabhängig und hatte mehrere Niederlassungen im Groninger Stadtgebiet. Seit 1984 befindet sich die Kunsthochschule in einem von dem Architekten Piet Blom (1934–1999) entworfenen Gebäude an der Straße Gedempte Zuiderdiep.
Einige Malereistudenten der Academie Minerva wurden aktiv in der Künstlervereinigung De Ploeg (1918) und der vierten Generation der Groep van de figuratieve abstractie, auch De Groep genannt.

## Preise und Auszeichnungen
Die Akademie vergibt mehrere Preise und Stipendien:
- Coba de Groot Stipendium
- George Verberg Stipendium
- Klaas Dijkstra Prijs
- Academie Minerva Prijs
- Menzisbeurs

## Bekannte Dozenten
- Otto Eerelman
- Evert Musch
- Piet Pijn

## Bekannte Absolventen
- Cor Alons
- Willem Hendrik Crouwel
- Jozef Israëls
- Aernout Mik
- Hans van Houwelingen